# Kamienica przy ulicy Pędzichów 8 w Krakowie
Kamienica przy ulicy Pędzichów 8 – zabytkowa kamienica znajdująca się w Krakowie, w dzielnicy I przy ulicy Pędzichów, na Kleparzu.
Kamienica została wzniesiona w latach 1890–1891 według projektu architekta Stefana Ertela.
29 sierpnia 1997 budynek został wpisany do rejestru zabytków. Znajduje się także w gminnej ewidencji zabytków.